# Fritz Neumayer
Pour les articles homonymes, voir Neumayer.
Fritz Neumayer, né le 29 juillet 1884 à Kaiserslautern et mort le 12 avril 1973 à Munich, est un homme politique allemand membre du Parti libéral-démocrate (FDP) originellement.
Il est nommé ministre de l'Économie et des Transports de Rhénanie-Palatinat en 1947, mais démissionne dès l'année suivante. Élu au Bundestag en 1949, il devient ministre fédéral du Logement dans la coalition noire-jaune de Konrad Adenauer en 1952. Un an plus tard, il est choisi comme ministre fédéral de la Justice. À la suite du choix du FDP de quitter le gouvernement en février 1956, il rejoint le Parti populaire libéral (FVP), qui regroupe les élus et les ministres du FDP favorables au maintien de la coalition. Il démissionne du cabinet en octobre, invoquant son âge avancé.

## Biographie

### Formation et carrière
Après avoir passé son Abitur, il entame des études supérieures de médecine avant de se tourner le droit. Il effectue son cursus à Wurtzbourg, Berlin, Leipzig et Strasbourg, obtient ses deux diplômes juridiques d'État, et s'installe comme avocat en 1911 à Kaiserslautern. En 1945, il est nommé président du tribunal régional de la ville.
Après son retrait de la vie politique, il devient président du conseil de surveillance de Pfaff AG, puis président d'honneur.

### Famille
Fritz Neumayer vient d'une famille du Palatinat rhénan de tradition libérale. Son père et son grand-père ont ainsi siégé parmi les nationaux libéraux au Parlement de Bavière. En outre, son grand-oncle George von Neumayer est l'un des pionniers de la recherche sur l'Antarctique.
Il est marié, et père de quatre enfants.

## Parcours politique

### Vie militante
À la fin de la Seconde Guerre mondiale, il milite dans des formations libérales, qui se réunissent en 1948 au sein du Parti libéral-démocrate (FDP), auquel il adhère aussitôt. Quatre ans plus tard, il participe à la commission d'enquête interne sur l'affaire Naumann, à savoir une tentative d'infiltration et de prise de contrôle du parti par d'anciens nazis conduits par Werner Naumann.
Il abandonne le FDP en février 1956, à la suite de la décision du parti de quitter la coalition noire-jaune de Konrad Adenauer, et rejoint le Parti populaire libéral (FVP), formé par seize députés du FDP, dont les quatre ministres fédéraux, favorables au maintien dans le gouvernement. L'année suivante, il intègre le Parti allemand (DP), avec qui le FVP vient de fusionner.

### Au niveau institutionnel
Il siège à l'assemblée consultative de Rhénanie-Palatinat de 1946 à 1947, où il dirige les groupes du Parti libéral (LP) et de la Fédération sociale-populaire (SV), puis est élu député au Landtag le 18 mai 1947. Il y préside quelques semaines le groupe libéral, avant d'être nommé au poste de ministre de l'Économie et des Transports le 9 juillet dans la coalition noire-jaune de Peter Altmeier. Il renonce à ce poste le 9 avril 1948.
Élu député fédéral de Rhénanie-Palatinat au Bundestag en 1949, il renonce à son mandat de député régional deux ans plus tard. Le 19 juillet 1952, Fritz Neumayer devient ministre fédéral du Logement dans la coalition noire-jaune de Konrad Adenauer, à la suite du décès de Eberhard Wildermuth. La coalition ayant remporté le scrutin parlementaire du 6 septembre 1953, il est désigné ministre fédéral de la Justice en remplacement de Thomas Dehler, situé plus à gauche.
Après sa démission du FDP, il doit en quitter le groupe parlementaire le 23 février 1956. Le 15 mars suivant, il devient membre de l'Association démocratique, qui regroupe les députés ayant rejoint le FVP. Celle-ci se transforme en groupe parlementaire le 26 juin.
Il démissionne du gouvernement le 16 octobre 1956, invoquant son âge, à savoir 72 ans. Le 14 mars 1957, il intègre le groupe DP/FVP au Bundestag, à la suite de la fusion de ces deux partis. Il ne se représente pas aux élections législatives du 15 septembre et se retire alors de la vie politique.